# 大西洋粗尾鱈
大西洋粗尾鱈，為輻鰭魚綱鱈形目鼠尾鱈科的其中一種。分布於北大西洋溫暖海域，屬深海底棲魚類，棲息深度在700-1500公尺，體長可達50公分，棲息在底層水域，生活習性不明。

## 扩展阅读
維基物種上的相關：大西洋粗尾鱈